# استنلی چارلز واترز
استنلی چارلز واترز (انگلیسی: Stanley Waters; ۱۴ ژوئن ۱۹۲۰ – ۲۵ سپتامبر ۱۹۹۱) سیاستمدار و فرمانده نظامی اهل کانادا بود.